# 리처드 멀케이

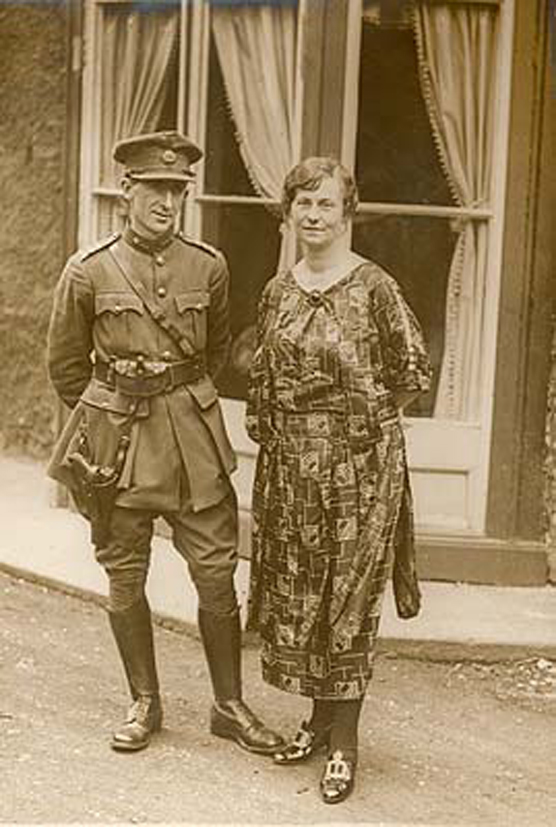
1922년의 밀카허 부부.

리처드 제임스 멀케이(영어: Richard James Mulcahy, 아일랜드어: Risteard Séamus Ó Maolchatha, 1886년 5월 10일 ~ 1971년 12월 16일)는 아일랜드의 정치인, 군인이다. 피너 게일의 당수였으며 내각 각료를 역임했다. 1916년 부활절 봉기에 참여했고, 아일랜드 독립전쟁 때 아일랜드 공화국군(IRA) 제2대 참모총장을 맡았다. 아일랜드 내전 때는 조약 찬성파에 가담하여 마이클 콜린스이 암살된 뒤 그 후임으로 군사 지도를 이끌었다.